# Замок Срах
Замок Срах (англ. Sragh Castle, Shraghikerne Castle, Shragh Castle) — замок Шрах, Шрахікерн — один із замків Ірландії, розташований в графстві Оффалі. Замок стоїть за чветь милі від Тулламор (Товлахмор), що перекладається як «Пагорб на воді», прихід Кілбрайд, баронство Баллікован.

## Історія замку Срах
Джон Бріско з родини Крофтон переселився в Ірландію і одружився з Елеонорою Кірні, що володіла землями Шрах. Тут був давній маєток родини Кірні або Карні, де на скелястому пагорбі був побудований замок Шрахікерн або Шрах на території так званого «графства короля» в 1588 році. Джон Карні був скарбником церкви Святого Патріка. Він здобув освіту в Кембріджі, написав книгу «Катехизм в Ірландії», переклав ірландською мовою Новий Заповіт. Помер він в 1600 році, похований в Соборі святого Патріка в Дубліні.
Джон Бріско був родом з Камберленду, служив офіцером в армії королеви Англії, воював проти графа Тірона (короля Тір Еогайн) під час так званої Дев'ятирічної війни в Ірландії. Він одружився з порядною леді — Елеонорою Карні з замку Шрахікерн або Карн Шрах. У них народився син Карні Бріско, есквайр. Він перебудував замок Шрахікерн, що стояв біля давньої дороги, що вела з Дубліна в Ґолвей. В стіну замку він вмурував камінь з написом: «Джон Бріско, Карні Бріско, Елеонора Карні. 1588». До того родина Карні жила в укріпленому будинку (замку), що стояв поруч і фундамент якого досі простежується. Карні стверджували, що колись вони володіли монастирем Дермах або Дарроу. Крім замку Шрахікерн вони володіли замком Філіпстоун, садибами Кубрех, млинами. Бріско утримували в замку англійських гарнізон для захисту своїх володінь і утвердження влади королеви Англії.
Замок не оминула війна — мимо замку рухалась ірландська армія О'Ніла. Джон Бріско, що був на той час вже в похилому віці вирішив не вступати в конфлікт. Більше того, він одружив свою дочку Елеонору з ірландським ватажком Мак Манусом. У них була дитина, що померла і була похована в церкві Кілбрайд. Мак Манус після війни знайшов притулок в замку Кіллейх, де він пережив бурхливі події XVII століття і помер в 1683 році. Зберіглась його могила з плитою на якій він зображений з ірландським прапором біля церкви Кіллбрайд, що біля Тулламор. На плиті напис: «Тут похований Х'ю Мак Манус 5 квітня 1683 року. Він був родом з Тірону.»
Джон Бріско був протестантом, він збудував першу протестантську церкву в Кілбрідж біля Тулламор. Цю церкву потім ремонтувала родина Мур в 1692 та в 1720 роках.
Елеонора Карні була племінницею сера Джона Мак Кохлана. Один з її синів навчався в Іспанії, інший — Джон Бріско — був на військовій службі королеві Англії в Німеччині разом зі своїм старшим сином. Джон Бріско після повернення в Ірландію привіз з собою слугу німця на прізвище Гоннод. Чимало добропорядних фермерів у цих землях носять тепер це прізвище.
Є версія, що рід Бріско походить від Роберта де Брісгау, що був родом зі Швабії (Німеччина) і служив в армії короля Вільгельма І Завойовника і таким чином потрапив на Британські острови. В нагороду за службу він отримав землі Біреской, що біля Карлслісл. Його онук потрапив в шотландський полон і маєток довелося продати для викупу з полону.